# Balistická raketa středního doletu

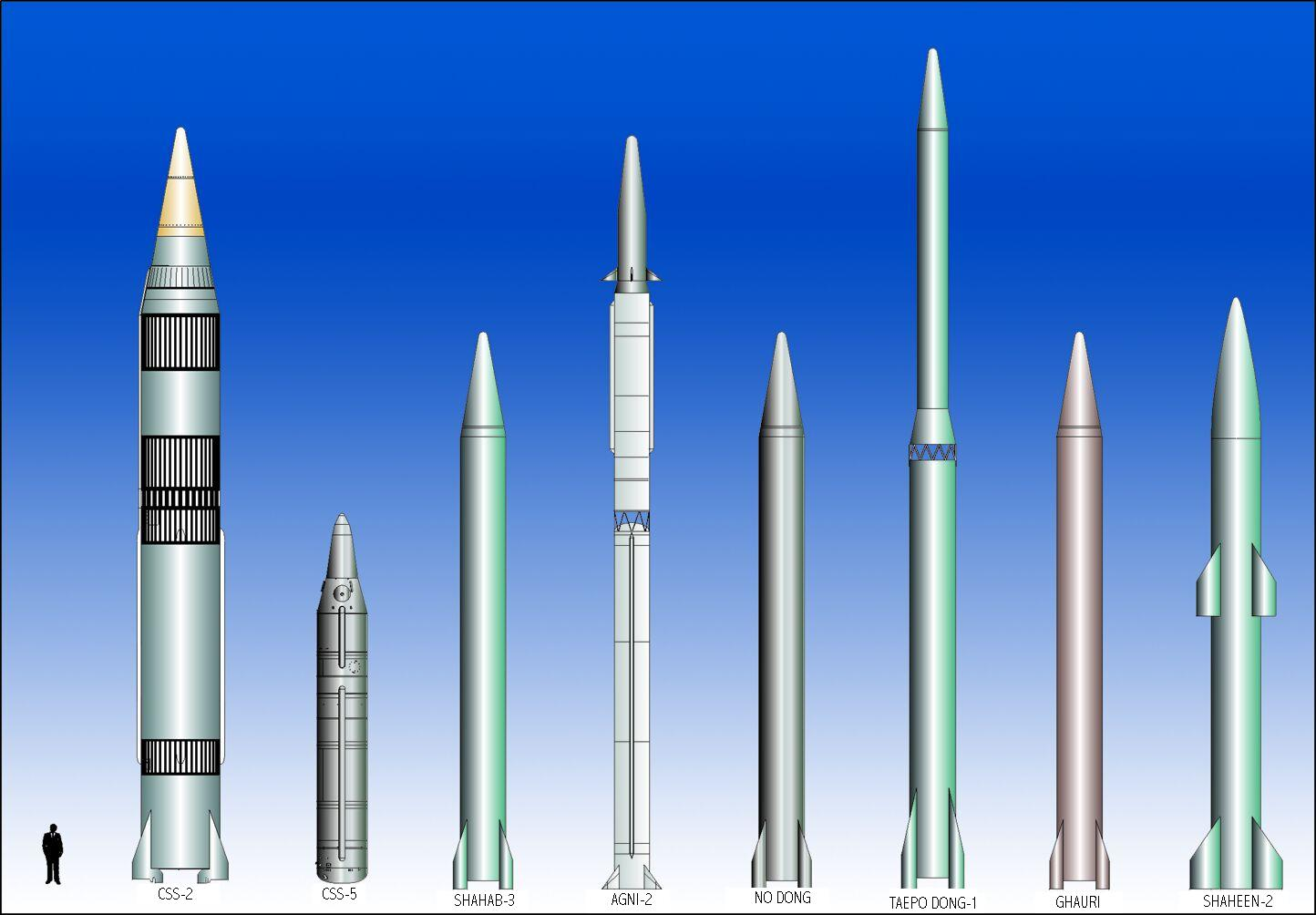
Rakety MRBM a IRBM

Balistická raketa středního doletu (anglicky Intermediate-range Ballistic Missile, zkr. IRBM) je balistická raketa s doletem 3 000–5 500 km (podle definice americké Missile Defense Agency). Klasifikace balistických raket podle doletu je dána pouze pro usnadnění orientace, v praxi je velmi malý rozdíl mezi slabší mezikontinentální balistickou raketou a silnější raketou středního doletu.
V současnosti disponují (resp. disponovaly) balistickými raketami středního doletu prokazatelně tyto země: Rusko, USA, Čína, Spojené království, Francie, Indie, Severní Korea a Izrael.

## Alternativní použití
Rakety středního doletu se přidáním jednoho nebo více stupňů často přetransformovaly na lehké nosné rakety pro umělé družice Země. V Spojených státech se to stalo s raketami Thor a Jupiter. Raketa Jupiter-C na bázi Jupitera vynesla první americkou družici, Explorer 1.